# Пуманке
Пуманке (исп. Pumanque) — посёлок в Чили. Административный центр одноимённой коммуны. Население — 747 человек (2002). Посёлок и коммуна входит в состав провинции Кольчагуа и области Либертадор-Хенераль-Бернардо-О’Хиггинс.
Территория — 441 км². Численность населения — 3 421 жителя (2017). Плотность населения — 7,76 чел./км².

## Расположение
Поселок расположен в 99 км на юго-запад от административного центра области города Ранкагуа и в 63 км на запад от административного центра провинции города Сан-Фернандо.
Коммуна граничит:
- на севере — c коммуной Марчиуэ
- на северо-востоке — c коммуной Пералильо
- на востоке — с коммуной Санта-Крус
- на юге — c коммуной Лололь
- на западе — c коммуной Паредонес
- на северо-западе — c коммуной Пичилему

## Демография
Согласно сведениям, собранным в ходе переписи 2017 г  Национальным институтом статистики (INE),  население коммуны составляет:
| Полное население                          | Полное население                          | Полное население                          | Полное население                          | Полное население                          | 3 421 |
| ----------------------------------------- | ----------------------------------------- | ----------------------------------------- | ----------------------------------------- | ----------------------------------------- | ----- |
| в том числе:                              | Городское население                       | 0                                         | Процент городского населения, %           | 0,00                                      |       |
|                                           | Сельское население                        | 3 421                                     | Процент сельского населения, %            | 100,00                                    |       |
|                                           | Мужское население                         | 1 751                                     | Процент мужского населения, %             | 51,18                                     |       |
|                                           | Женское население                         | 1 670                                     | Процент женского населения, %             | 48,82                                     |       |
| Плотность населения, чел/км²              | Плотность населения, чел/км²              | Плотность населения, чел/км²              | Плотность населения, чел/км²              | Плотность населения, чел/км²              | 7,76  |
| Население коммуны в % к населению области | Население коммуны в % к населению области | Население коммуны в % к населению области | Население коммуны в % к населению области | Население коммуны в % к населению области | 0,37  |

| Динамика изменения населения коммуны | Динамика изменения населения коммуны | Динамика изменения населения коммуны | Динамика изменения населения коммуны |
| ------------------------------------ | ------------------------------------ | ------------------------------------ | ------------------------------------ |
| 1992                                 | 2002                                 | 2012                                 | 2017                                 |
| 3773                                 | 3442▼                                | 3458▲                                | 3421▼                                |

## Важнейшие населенные пункты[4]
| № | Населённый пункт   | Населённый пункт (исп.) | Категория | Население чел. (2002) | На карте                        |
| - | ------------------ | ----------------------- | --------- | --------------------- | ------------------------------- |
| 1 | Пуманке            | Pumanque                | поселок   | 747                   | 34°36′06″ ю. ш. 71°39′09″ з. д. |
| 2 | Нилауэ-Корнехо     | Nilahue Cornejo         | поселок   | 514                   | 34°39′31″ ю. ш. 71°44′26″ з. д. |
| 3 | Ранкильуэ          | Ranquilhue              | поселок   | 177                   | 34°32′29″ ю. ш. 71°35′50″ з. д. |
| 4 | Кольуэ             | Colhue                  | поселок   | 163                   | 34°34′09″ ю. ш. 71°36′40″ з. д. |
| 5 | Ринкон-Лос-Пералес | Rincón Los Perales      | поселок   | 161                   | 34°37′05″ ю. ш. 71°36′58″ з. д. |
| 6 | Пенья-Бланка       | Peña Blanca             | поселок   | 139                   | 34°30′58″ ю. ш. 71°41′52″ з. д. |
| 7 | Камарико           | Camarico                | поселок   | 94                    | 34°32′57″ ю. ш. 71°41′03″ з. д. |